# NGC 7173
NGC 7173 est une vaste galaxie elliptique située dans la constellation du Poisson austral. Sa vitesse par rapport au fond diffus cosmologique est de 2 223 ± 23 km/s, ce qui correspond à une distance de Hubble de 32,8 ± 2,3 Mpc (∼107 millions d'al). NGC 7173 a été découverte par l'astronome britannique John Herschel en 1834.

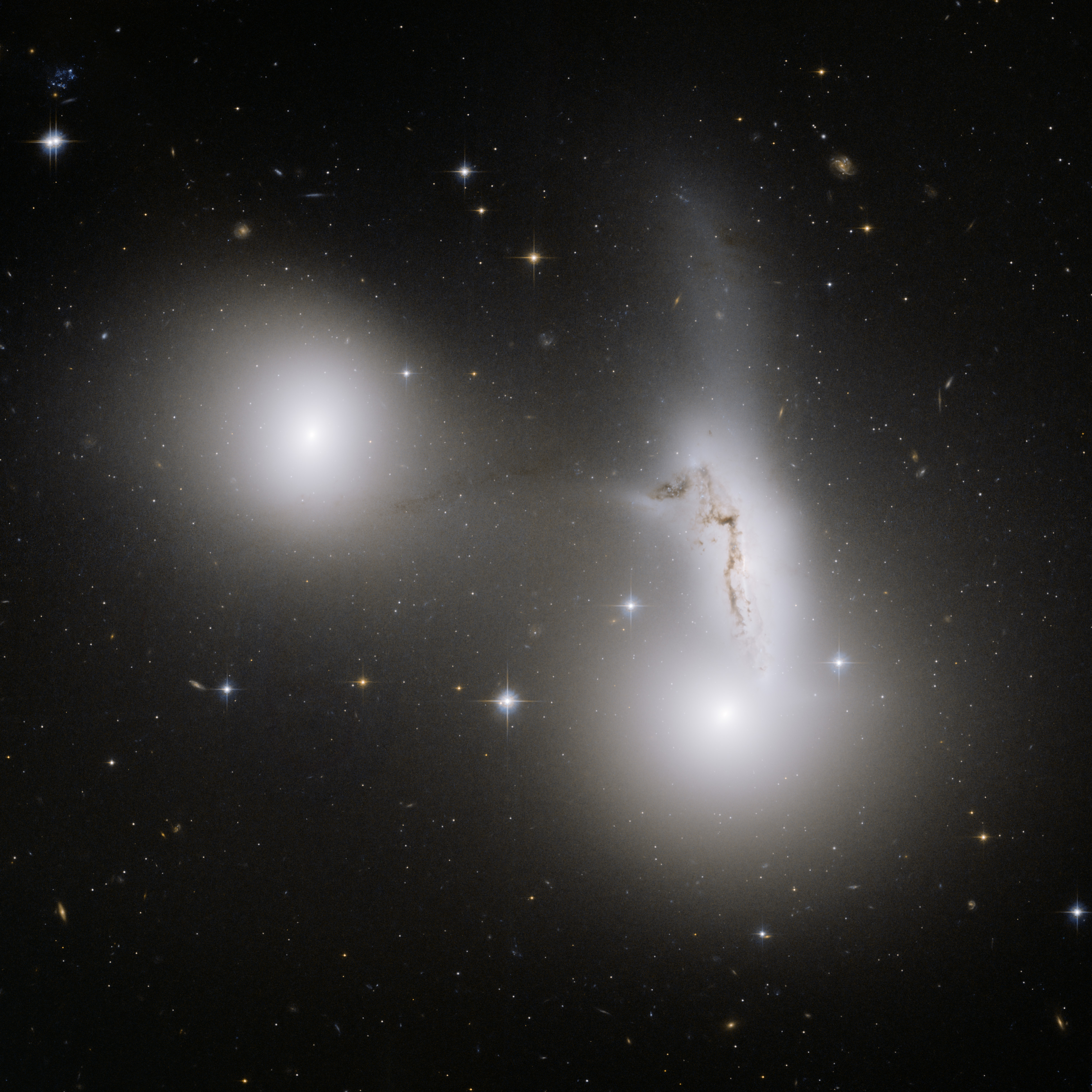
Les galaxies NGC 7173 (à gauche), NGC 7174 (à droite) et NGC 7176 (en bas) par le télescope spatial Hubble.

À ce jour, 17 mesures non basées sur le décalage vers le rouge (redshift) donnent une distance de 37,212 ± 2,902 Mpc (∼121 millions d'al), ce qui est à l'intérieur des valeurs de la distance de Hubble. Notons cependant que c'est avec la valeur moyenne des mesures indépendantes, lorsqu'elles existent, que la base de données NASA/IPAC calcule le diamètre d'une galaxie et qu'en conséquence le diamètre de NGC 7173 pourrait être d'environ 49,1 kpc (∼160 000 al) si on utilisait la distance de Hubble pour le calculer.

## Groupe d'IC 5156
Selon A. M. Garcia, NGC 7173 fait partie du groupe d'IC 5156. Ce groupe de galaxies renferme au moins 14 membres. Les autres galaxie sont NGC 7154, NGC 7163, NGC 7172, NGC 7174, NGC 7176, NGC 7187, IC 5156 et six autres galaxies du catalogue ESO.
D'autre part, les galaxies NGC 7173, NGC 7174 et NGC 7176 forment un triplet de galaxies,.

### Groupe compact de Hickson 90
NGC 7173 est également membre du groupe compact de Hickson 90 (HCG 90). Ce groupe compte au total quatre galaxies. Les trois autres galaxies du groupe sont NGC 7172, NGC 7174 et NGC 7176.

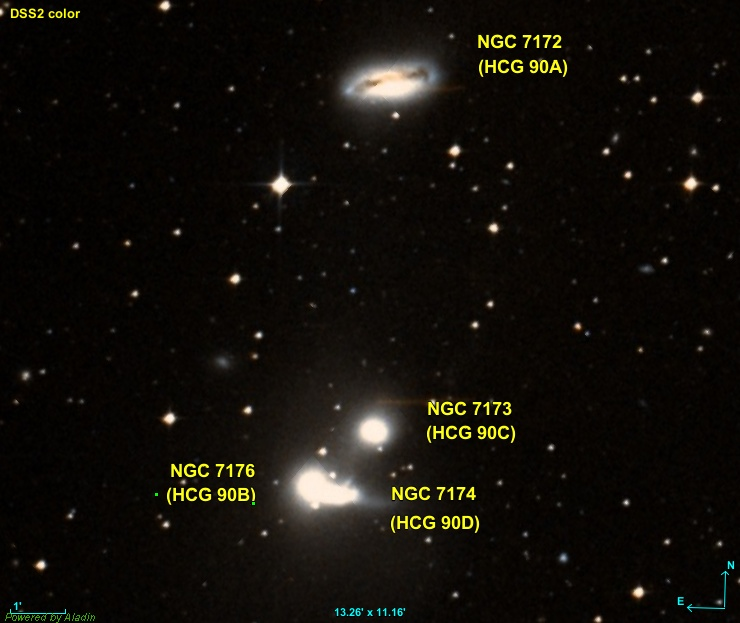
Les quatre galaxies du groupe compact de Hickson 90.